# 다이렉스 주식회사
다이렉스 주식회사(DIREX Corporation, ダイレックス株式会社)는 일본의 기업이다. 일본 사가현 사가시에 본사가 있으며, 규슈 지역을 중심으로 할인점 '다이렉스'(DIREX)를 운영하고 있다.
2009년 주식회사 선드럭(Sundrug)에 인수된 이후부터 의약품을 취급하는 점포에서는 선드럭의 제품을 함께 팔고 있다. 매장 정면 로고의 배경도 원래 흰색이었으나 점차 선드럭의 배경색인 빨간색으로 순차적으로 변경되고 있다.

## 역사
- 1988년 2월 : 사가현 사가시에 주식회사 사가카메라 설립
- 1991년 8월 : 산크스 자판(サンクスジャパン) 주식회사로 상호 변경
- 1998년 9월 : 점포 브랜드명을 산크스에서 다이렉스로 변경
- 2007년 7월 : 매니지먼트 바이아웃(management buyout)을 목적으로 다이렉스 주식회사 설립
- 2007년 11월 : 다이렉스 주식회사가 산크스 자판 주식회사의 주식 89.89%를 취득해 자회사로 함.(이후 다이렉스가 산크스자판 흡수합병)
- 2009년 12월 : 다이렉스의 주식이 리사 파트너스(Risa Partners) 산하 펀드에서 주식회사 선드럭에 양도됨. 다이렉스가 선드럭의 자회사가 됨
- 2012년 5월 : 사이타마현에 2개의 점포를 동시에 오픈하고 간토 지방(관동)에 진출
- 2013년 10월 : 효고현에 점포를 열고 간사이 지방(관서)에 진출
- 2014년 9월 : 니가타현에 점포를 열고 호쿠신에쓰 지방에 진출